# Aukusti Tuhka

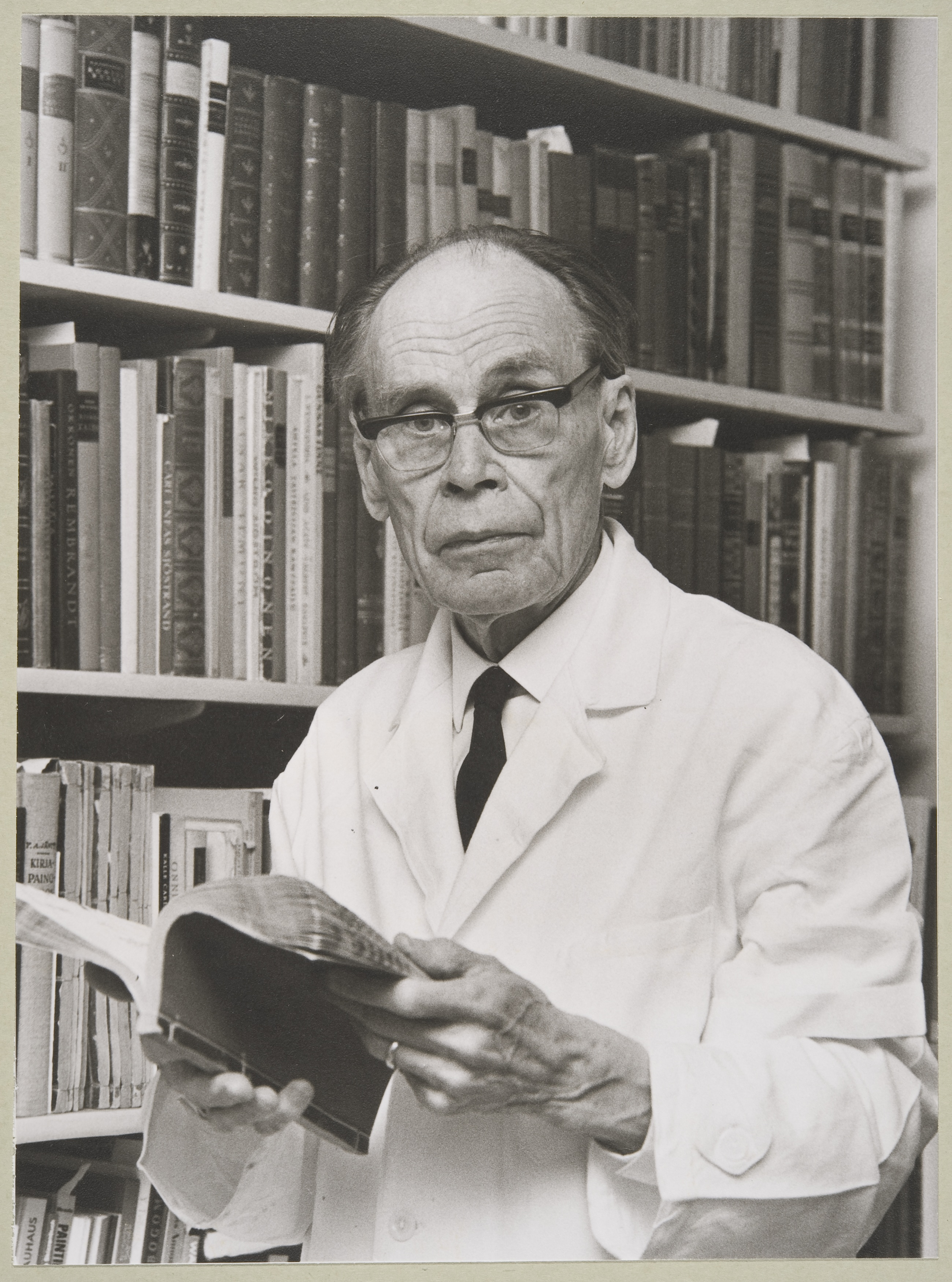
Aukusti Tuhka

Aukusti Tuhka, född 15 september 1895 i Viborg, död 26 juli 1973 i Helsingfors, var en finländsk grafiker och målare.
Tuhka studerade 1909–1915 vid Viborgs konstvänners ritskola och senare i Tyskland och Köpenhamn. Han var en av landets tekniskt mest mångkunniga grafiker och fördjupade sig med vetenskaplig ambition i grafikens tekniska förfaringssätt. Sin största insats gjorde Tuhka som lärare och mentor för en hel generation yngre grafiker. Han undervisade bl.a. vid Finlands konstakademis skola (1947–1956) och Konstindustriella läroverket (1947–1953) samt upprätthöll därefter en privat grafisk ateljé för konstnärer. Han erhöll professors titel 1960.
Han tilldelades Pro Finlandia-medaljen 1953.